# Vicente de Garcini y Pastor
Vicente de Garcini y Pastor (Madrid, 26 de gener de 1848 - 11 de febrer de 1919) fou un enginyer espanyol, membre de la Reial Acadèmia de Ciències Exactes, Físiques i Naturals.
El 1865 fou actuari primer i oficial major tècnic de la Comissària General d'Assegurances, però es decantà per l'engineria i en 1871 es llicencià a l'escola d'Enginyers de Camins, Canals i Ports i treballà en la Comissió que havia de dividir Espanya en partits judicials. En 1879 fou nomenat professor titular de l'Escola d'Enginyers. El 1891 fou destinat a la Divisió de Ferrocarrils, en la que fou interventor de zona de 1895 a 1897. Després va tornar a l'Escola d'Enginyers, de la que en fou secretari de 1898 a 1909, any en què es va jubilar.
De 1909 a 1915 fou president de secció del Consell d'Obres Públiques i Inspector general de Cos d'Enginyers de Camins, Canals i Ports. El 1907 fou nomenat acadèmic de la Reial Acadèmia de Ciències Exactes, Físiques i Naturals.
Va ser autor de diversos treballs científics, entre ells destaca Apuntes para la clase de máquinas (1898), on desenvolupa la teoria dels parells i cadenes cinemàtiques.